# Héctor el Father
Héctor Luis Delgado Román (Carolina, 4 de septiembre de 1979), conocido artísticamente como Héctor el Father o Héctor el Bambino, es un cantante, compositor y productor discográfico puertorriqueño retirado. Considerado como uno de los pioneros del reguetón y uno de los máximos exponentes de la historia del género urbano, inició su carrera musical como parte del dúo Héctor & Tito, posteriormente continuando como solista. En su retiro de la música secular, se convirtió al cristianismo para dedicarse a ser pastor.
A lo largo de su carrera, consiguió popularidad por interpretar canciones como «Baila, morena», «Felina», «No le temas a él», «El teléfono», «Gata fiera», «Dale castigo», «Calor», «Noche de travesuras», «Déjale caer to' el peso» y «Villana». El 3 de septiembre de 2008, anunció su retiro de la música con el álbum El juicio final. En 2018, retornó a la misma sin su nombre artístico y publicó la canción «Acuérdate de mí», de temática religiosa, para promocionar su película autobiográfica Héctor el Father: Conocerás la verdad. Meses después anunció que volverá a retirarse de la música para dedicarse a ser pastor. El 8 de enero de 2023, inició como presentador en un programa de testimonio religioso, transmitido por Telemundo Puerto Rico llamado «Nada más que la verdad».

## Carrera artística
1990: inició en el canto en las calles con un pequeño grupo de barrio, así ganandose la vida con las propinas que les daban, así se interesó en el canto y la música.

### 1994-1995: Inicios con Masters of Funk
En 1994 y 1995 formó parte del grupo Masters of Funk, que estaba formado por el mismo Héctor, Rey 29 & Funky Fresh, este último más conocido como Julio Voltio, que en 1996 adoptó el nombre artístico. El grupo tuvo poca actividad musical, aparecieron por primera vez en 1994 en la producción DJ Chiclin (Vol. 1), luego de esto en 1995 con DJ Chiclin (Vol. 2), Little Boys From Da Underground 2 y por última vez en DJ Stefano (Vol. 3): Up The Ground. Después de esto el grupo se disolvió y ambos artistas tomaron diferentes rumbos.

### 1995-2004: Héctor & Tito
Se unió a Efraín Fines Nevares (más conocido como Tito "El Bambino") y formó el dúo Héctor & Tito. Participaron previamente en Little Boys From Da Underground 2 en 1995 con la canción «Vengo a matar», y al ver la química decidieron formar el dúo. Luego de esto participaron en variadas producciones de 1996 como No Fear 1 de DJ Dicky.
En 1997, lanzaron el tema «Mataron un inocente» del álbum El cartel: los intocables de Daddy Yankee. Lanzaron su primer álbum Violencia musical en el 1998. Como dúo ambos captaron la atención del mundo e hicieron del reguetón un género popular, ganando premios como el Premio de Música Latina Billboard al álbum de rap latino del año por su álbum A la reconquista.
Héctor en esos años fue el productor ejecutivo de dos álbumes externos: The Last Don de Don Omar, publicado en 2003, y Los Bacatranes de Trébol Clan, publicado en junio de 2004. En el álbum también estuvo presente en las canciones «No le temas a él» junto a Tito el Bambino, «Gata fiera» junto a Joan, entre otras. Meses después del lanzamiento de Los Bacatranes, el dúo Héctor y Tito anunció su separación, y cada uno de ellos continuó con sus carreras por separado. Según Tito, la separación fue decidida hace meses, pero decidieron esperar a cumplir sus contratos y acuerdos de conciertos antes de dar el anuncio.
A pesar de su separación, tuvieron un reencuentro en septiembre de 2005, estando presente en el concierto solista de Tito en el Centro de Bellas Artes Luis A. Ferré, donde interpretaron de manera improvisada un par de canciones.

### Como Héctor "El Father"

#### 2005-2008: Carrera como solista yThe Bad Boy
Lanzó su propio álbum recopilatorio titulado Los anormales en 2004, con su compañía fundada Gold Star Music. El disco contó con la participación de artistas como Daddy Yankee, Don Omar, Trébol Clan, Divino, Zion y el dúo Alexis & Fido. En febrero, actuó en las Islas Canarias durante sus grandes festividades de Carnaval. Su canción «Baila morena», que produjo para Héctor & Tito, fue una de las canciones más reproducidas en este territorio.
A mediados de 2005, firmó un acuerdo con el propietario de Roc-A-Fella Records, Jay-Z, para promocionarlo en los Estados Unidos a través de la sub-etiqueta Roc-A-Fella recién fundada, Roc-La-Familia. La etiqueta, creada para albergar nales, haría que Jay-Z y Héctor produjeran y tocan en un álbum de compilación. El álbum titulado Los rompe discotekas contó con artistas de primera línea tanto del hip-hop de los Estados Unidos como de la industria de la música del reguetón. Se convirtió en la imagen de la línea de ropa propiedad de Roc-A-Fella Rocawear. La campaña publicitaria, incluida su imagen, apareció en anuncios televisivos, impresos y vallas publicitarias. El acuerdo incluía un acuerdo para Rocawear para patrocinar los propios diseños de ropa de Delgado bajo la etiqueta Bambino. El acuerdo con la ropa incluía a Héctor diseñando zapatos tenis para ser lanzados como parte de la "Colección S. Carter" de Jay-Z bajo Reebok.
Previo a su show en su tierra natal, el cantante oficializó el cambio de nombre de "El Bambino" a "El Father". El 16 de septiembre de 2005, presentó dos conciertos con entradas agotadas titulado The Bad Boy en el Coliseo de Puerto Rico José Miguel Agrelot con artistas como Wisin & Yandel, Alexis & Fido, Trebol Clan, Fat Joe, Polaco y otros.
En el año 2006, lanzó su álbum debut como solista The Bad Boy, el cual está compuesto por 16 temas, de los cuales se desprenden temas como "Rumor de guerra", "Si supieras" con la colaboración de Ednita Nazario, y "Sola", cuyo sencillo fue una las canciones más populares del año 2007, liderando por varias semanas las listas de Billboard Latino, alcanzando el punto más alto de su carrera como solista. Su último vídeo como artista secular, fue «Hola Bebé» junto a Jowell & Randy, esto para la edición especial de su álbum The Bad Boy, en 2007.

#### 2008-2010:El juicio finaly retiro de la música
Después de dejar la escena musical en 2008, estudió teología en la Universidad Metodista del Sur y obtuvo una licenciatura en Divinidad. Esto ocurrió luego de situaciones turbulentas, desde acusaciones de iniciar un tiroteo en un concierto, los conflictos con Don Omar, y sus nexos con Ángelo Millones “Buster”, este último a cargo de una organización de narcotráfico. En una entrevista, aseguró haber sido «un payaso», «mis escenarios ahora son los caseríos, residenciales, barrios, cárceles, mis escenarios son los mismos escenarios de Jesús». Además, manifestó haberse tratado de suicidar en unas 15 ocasiones. Anunciando su retiro con su último proyecto titulado El juicio final.
Su última participación registrada como secular es la canción «Ven donde mí» perteneciente al álbum Golpe de Estado de Machete Music en 2009, año en que también fallecería de cáncer su padre.

### Como Héctor Delgado

#### 2018-presente: Regreso a la música yLa hora cero
En marzo de 2018, luego de 10 años de haberse retirado de la música, regresa al mundo artístico para lanzar su sencillo «Acuérdate de mí», el cual formó parte de la promoción de su película autobiografía. En 2020, anuncia su nuevo álbum titulado La hora cero. En 2021, lanzó otro tema titulado «Corre que se te hace tarde», sencillo de la producción que fue pospuesta, de mayo al 4 de junio de 2021. El álbum fue presentado en primicia a los confinados de la cárcel de Bayamón.
En 2023, formó parte del primer proyecto de música cristiana por parte del productor Boy Wonder CF titulado Chosen Few Fe, con el sencillo «El Dios que cambia nombre».

### Ministerio
En 2015 fundó Maranatha Radio Ministries en Río Grande (Puerto Rico).
En 2018 se convirtió en pastor de la iglesia evangélica iglesia Maranatha en Río Grande (Puerto Rico).

## Otros proyectos
En 2014, se filtró el tráiler de la película de su vida artística y personal; el cantante Farruko lo interpretaría, pero más tarde se supo que sería el mismo Héctor "El Father" quien se interpretaría a sí mismo. El título que llevó por nombre Conocerás la verdad, fue grabado entre 2014 y 2017 y se estrenó el 22 de marzo de 2018. En esta participaron artistas como Daddy Yankee, Tempo, Wisin, Tito "El Bambino", Yomo, Jowell y otros.

## Vida personal
Se casó en 2008 con Jennifer Carrasquillo, con quien tuvo dos hijos. En 2009 se convirtió en miembro cristiano evangélico de la Iglesia Cristo Misionero en Canóvanas.

## Controversias
- El sencillo de su álbum Los rompe discotekas, «El teléfono» junto a Wisin & Yandel, que gozó de gran éxito, fue cuestionado por el dúo Maicol & Manuel quienes consideraron demandar por el coro de la canción que había sido compuesto por éstos en 1995 para la recopilación "underground" DJ Chiclin Vol. 2 - The Power.[51] Comentó que la idea era hacerles un homenaje, sin embargo, también alegó que ambas partes llegaron a un acuerdo para que "sus colegas cobren regalías por la estrofa".[52] Envuelto en esa controversia, Cam'ron lanzó una canción hacia Jay-Z y su sello. En la pista mostró varios versos que Héctor había usado de otros artistas, así como los versos cantados o rapeados por sus artistas originales. La canción se tituló "Héctor El Copión".[53]
- Mantuvo una guerra artística con el cantante Don Omar, la cual contó con muchas de las famosas "tiraeras",[54] también con el cantante Arcángel donde tras la aparición de ambos cantantes en el remix de la canción «Gangsta Zone» de Daddy Yankee, Arcángel tuvo varios desacuerdos con Héctor, además de haberle tirado a Polaco, amigo de Héctor, provocando que él en el año 2006, durante un concierto de Mas Flow: Los Benjamins, hizo que, junto al famoso "combo de los 70" arrodillaran y golpearan a Arcángel, posteriormente la guerra artística contó con tiraeras como las que hubo entre él y Don Omar.[55] Las más conocidas son "No hacen na", cantada por Héctor y el cantante Yomo, quien también tuvo una enemistad con Arcángel y "Hombe no" considerada por muchos como una las mejores y más brutales "tiraeras" que se han escuchado en el género urbano. Héctor pidió disculpas a Arcángel años posteriores.[56]
- En el vídeo del tema «Sácala» de Sangre Nueva, aparece un doble de Don Omar cantando en penumbras (usaron al productor Nely El Arma Secreta que también usaba trenzas) ya que por ese tiempo empezaron los roces y las peleas entre Don y Héctor.
- En la canción Harlem Shake se utilizó la frase "Con los terroristas" con su voz al comienzo de la misma. Esto generó una fuerte polémica porque se utilizó sin el consentimiento de Héctor. Al final, se llegó a un acuerdo con los autores de la canción, acuerdo del cual no se obtuvieron muchos detalles.[57] En 2021, en exclusiva, comentó a Chente Ydrach que el dinero que recaudó, fue una pequeña parte de lo que pudo haber sido originalmente (se calculaban cifras millonarias) pero "Dios no le había dicho que hiciera eso", por ende, aceptó el dinero que le ofrecieron y con eso pudo adquirir las instalaciones de la radio e iglesia que dirige hoy.[58]
- Últimamente, su voz ha sido utilizada en temas de Bad Bunny, Anuel AA y Farruko, en canciones que son homenajes al artista. Al respecto, comentó que “esas voces les pertenecen a Mambo Kingz, fue una grabación que yo hice hace años y por eso lo están usando. No vamos a tomar acciones legales contra eso”.[59]

## Filmografía
- 2018: Conocerás la verdad

## Discografía
| Álbumes de estudio - 2006: The Bad Boy - 2008: El juicio final - 2021: La hora cero Álbumes en vivo - 2006: Gold Star Music: La Familia LIVE | Recopilatorios - 2004: Los anormales - 2005: Sangre nueva (con Naldo) - 2005: Gold Star Music: La Familia Reggaeton Hits - 2006: Los rompe discotekas - 2008: Mi Trayectoria |